# Bargłówka (Silésie)
Pour les articles homonymes, voir Bargłówka.
Bargłówka (prononciation : [barˈɡwufka]) est une localité polonaise de la gmina de Sośnicowice, située dans le powiat de Gliwice en voïvodie de Silésie.

## Histoire
De 1818 à 1922, Barglowka fait partie de l'arrondissement de Rybnik dans le district d'Oppeln au sein la province de Silésie